# Goniocidaris peltata
Goniocidaris peltata är en sjöborreart som beskrevs av Ole Theodor Jensen Mortensen 1927. Goniocidaris peltata ingår i släktet Goniocidaris och familjen piggsvinssjöborrar. Inga underarter finns listade i Catalogue of Life.